# Prichal (módulo da ISS)
Prichal nodal module' também conhecido como Uzlovoy Module ou UM (em russo:  Узловой Модуль "Причал", Nodal Module Berth) é uma nave russa parte da Estação Espacial Internacional. Foi aprovada em 2011 e lançada no dia 24 de novembro de 2021, as 13:06:35 UTC, acoplado no foguete Progress M-UM [en], com operações iniciadas em 2022. Originalmente o módulo seria o único elemento permanente do Orbital Piloted Assembly and Experiment Complex [en], mas estes planos foram abandonados em 2017.

## Lançamento
O módulo foi lançado no dia 24 de novembro de 2021 no topo de uma nave Progress M-UM; uma Progress modificada que foi utilizada para esta missão. Um foguete Soyuz-2.1b foi utilizado para lançamento. Devido ao diâmetro do módulo, foi utilizado uma coifa de 4.1 m (13 ft).